# Angram
Angram är en by i civil parish Long Marston, i kommunen North Yorkshire, i grevskapet North Yorkshire, i England. Byn är belägen 9 km från York. Angram var en civil parish 1866–1988 när blev den en del av Long Marston. Civil parish hade 47 invånare år 1961.